# Narcy (Alto Marne)
 Narcy  es una comuna y población de Francia, en la región de Champaña-Ardenas, departamento de Alto Marne, en el distrito de Saint-Dizier y cantón de Chevillon. Está integrada en la Communauté de communes de la Vallée de la Marne.

## Demografía
Su población en el censo de 1999 era de 249 habitantes.
| 247 | 244 | 254 | 258 | 296 | 249 |
| Para los censos de 1962 a 1999 la población legal corresponde a la población sin duplicidades (Fuente: INSEE [Consultar]) |     |     |     |     |     |